# Гюнтер фон Хенеберг
Гюнтер фон Хенеберг (на немски: Günther von Henneberg; † 16 август 1161) от фамилията Хенеберг, е от 1146 г. до смъртта си 1161 г. епископ на Шпайер.

## Биография
Той е третият син на граф Годеболд II фон Хенеберг, бургграф на Вюрцбург († 1143/1144), и съпругата му Лиутгард фон Хоенберг († 1145), дъщеря на граф Бертхолд I фон Хоенберг „Стари" фон Хоенберг († 1110). Брат е на Гебхард († 1159), от 1150 г. епископ на Вюрцбург, и на граф Попо IV (II) († 1155/1156).
Както брат си той подкрепя Фридрих I Барбароса и Хоенщауфените.
Гюнтер е погребан в основания от него през 1146 г. манастир Маулброн.